# Philo (Ohio)
Pour les articles homonymes, voir Philo.
Philo est un village américain situé dans le comté de Muskingum, dans l'Ohio. Selon le recensement de 2010, sa population est de 733 habitants.